# Albulabahn
| Strecke |        | von Landquart                                                  | von Landquart                                      |
| Bahnhof | 41,26  | Thusis (ehem. Autoverlad )                                     | 697 m ü. M.                                        |
| Strecke unter Wasserlauf Anfang Hochstrecke | 41,70  | Hinterrhein (216 m)                                            | Hinterrhein (216 m)                                |
| |        | Autobahn A13                                                   |                                                    |
| Blockstelle | 42,04  | Thusis Süd (Abzw)                                              | 713 m ü. M.                                        |
| Dienststation / Betriebs- oder Güterbahnhof | 43,08  | Sils im Domleschg                                              | 735 m ü. M.                                        |
| Brücke |        | Lehnenviadukt (56 m)                                           | Lehnenviadukt (56 m)                               |
| Brücke |        | Lehnenviadukt (44 m)                                           | Lehnenviadukt (44 m)                               |
| Brücke |        | Lehnenviadukt (41 m)                                           | Lehnenviadukt (41 m)                               |
| Tunnel |        | Campell (32 m)                                                 | Campell (32 m)                                     |
| Brücke |        | Lehnenviadukt (19 m)                                           | Lehnenviadukt (19 m)                               |
| Brücke |        | Lehnenviadukt (20 m)                                           | Lehnenviadukt (20 m)                               |
| Tunnel |        | Campi (217 m)                                                  | Campi (217 m)                                      |
| Brücke |        | Lehnenviadukt (39 m)                                           | Lehnenviadukt (39 m)                               |
| Brücke |        | Lehnenviadukt (25 m)                                           | Lehnenviadukt (25 m)                               |
| Tunnel |        | Runplanas (502 m)                                              | Runplanas (502 m)                                  |
| Brücke über Wasserlauf |        | Äusserer Cugnielertobel-Viadukt (24 m)                         | Äusserer Cugnielertobel-Viadukt (24 m)             |
| Tunnel |        | Cugnieler (39 m)                                               | Cugnieler (39 m)                                   |
| Blockstelle | 45,42  | Versasca                                                       | 790 m ü. M.                                        |
| Brücke über Wasserlauf |        | Innerer Cugnielertobel-Viadukt (22 m)                          | Innerer Cugnielertobel-Viadukt (22 m)              |
| Tunnel |        | Versasca (694 m)                                               | Versasca (694 m)                                   |
| Brücke |        | Lehnenviadukt (25 m)                                           | Lehnenviadukt (25 m)                               |
| Brücke |        | Lehnenviadukt Versasca (53 m)                                  | Lehnenviadukt Versasca (53 m)                      |
| Tunnel |        | Pflanzgarten I (38 m)                                          | Pflanzgarten I (38 m)                              |
| Tunnel |        | Pflanzgarten II (98 m)                                         | Pflanzgarten II (98 m)                             |
| Brücke über Wasserlauf |        | Bendertobel-Viadukt (57 m)                                     | Bendertobel-Viadukt (57 m)                         |
| Blockstelle Streckenanfang und Streckenende (im Tunnel) | 47,23  | Passmal Passmal (420 m)                                        | 834 m ü. M.                                        |
| Brücke |        | Lehnenviadukt (32 m)                                           | Lehnenviadukt (32 m)                               |
| Brücke über Wasserlauf |        | Tschuggentobel-Viadukt (22 m)                                  | Tschuggentobel-Viadukt (22 m)                      |
| Brücke über Wasserlauf |        | Lochtobel-Viadukt (102 m)                                      | Lochtobel-Viadukt (102 m)                          |
| Brücke über Wasserlauf |        | Muttnertobel-Viadukt (45 m)                                    | Muttnertobel-Viadukt (45 m)                        |
| Tunnel |        | Solis (986 m)                                                  | Solis (986 m)                                      |
| Dienststation / Betriebs- oder Güterbahnhof | 49,33  | Solis                                                          | 851 m ü. M.                                        |
| Brücke |        | Viadukt alte Kantonsstrasse (54 m)                             | Viadukt alte Kantonsstrasse (54 m)                 |
| Brücke über Wasserlauf |        | Solis-Viadukt (164 m), Albula/Alvra                            | Solis-Viadukt (164 m), Albula/Alvra                |
| Brücke |        | Lehnenviadukt (53 m)                                           | Lehnenviadukt (53 m)                               |
| Blockstelle Streckenanfang und Streckenende (im Tunnel) | 51,06  | Alvaschein Alvaschein (609 m)                                  | 873 m ü. M.                                        |
| Brücke |        | Lehnenviadukte (17+14 m)                                       | Lehnenviadukte (17+14 m)                           |
| Tunnel |        | Nisellas (274 m)                                               | Nisellas (274 m)                                   |
| Brücke |        | Lehnenviadukt (72 m)                                           | Lehnenviadukt (72 m)                               |
| Brücke |        | Lehnenviadukt (74 m)                                           | Lehnenviadukt (74 m)                               |
| Tunnel |        | Salons (60 m)                                                  | Salons (60 m)                                      |
| Brücke |        | Lehnenviadukt (29 m)                                           | Lehnenviadukt (29 m)                               |
| Blockstelle | 52,32  | Salons                                                         | 882 m ü. M.                                        |
| Brücke |        | Lehnenviadukt (24 m)                                           | Lehnenviadukt (24 m)                               |
| Tunnel |        | Mistail (299 m)                                                | Mistail (299 m)                                    |
| Brücke über Wasserlauf |        | Mistailtobel-Viadukt (32 m)                                    | Mistailtobel-Viadukt (32 m)                        |
| Brücke über Wasserlauf |        | Valmala-Viadukt (31 m)                                         | Valmala-Viadukt (31 m)                             |
| Bahnhof | 53,95  | Tiefencastel                                                   | 884 m ü. M.                                        |
| Brücke |        | Lehnenviadukt (27 m)                                           | Lehnenviadukt (27 m)                               |
| Brücke |        | Lehnenviadukt (68 m)                                           | Lehnenviadukt (68 m)                               |
| Tunnel |        | Tiefencastel (26 m)                                            | Tiefencastel (26 m)                                |
| Blockstelle | 56,02  | Brienz GR                                                      | 914 m ü. M.                                        |
| Dienststation / Betriebs- oder Güterbahnhof | 58,13  | Surava                                                         | 939 m ü. M.                                        |
| Brücke über Wasserlauf |        | Ava da Crappa Naira (15 m)                                     | Ava da Crappa Naira (15 m)                         |
| Brücke |        | Pro Quarta (32 m)                                              | Pro Quarta (32 m)                                  |
| Brücke |        | Lehnenviadukt (34 m)                                           | Lehnenviadukt (34 m)                               |
| Bahnhof | 60,78  | Alvaneu                                                        | 999 m ü. M.                                        |
| Blockstelle | 62,00  | Funtauna Cotschna                                              | 1026 m ü. M.                                       |
| Brücke über Wasserlauf |        | Schmittentobel-Viadukt (137 m)                                 | Schmittentobel-Viadukt (137 m)                     |
| Haltepunkt / Haltestelle | 72,72  | Schmitten Landwasserviadukt                                    | 1045 m ü. M.                                       |
| Tunnel |        | Zalaint (27 m)                                                 | Zalaint (27 m)                                     |
| Strecke nach links · Strecke von rechts |        | Lehnenviadukt (21 m)                                           | Lehnenviadukt (21 m)                               |
| Strecke unter Wasserlauf Ende Hochstrecke |        | Landwasserviadukt (142 m), Landwasser                          | Landwasserviadukt (142 m), Landwasser              |
| |        | Landwasser (216 m)                                             |                                                    |
| Brücke |        | Sparbogen (31 m)                                               | Sparbogen (31 m)                                   |
| Dienststation / Betriebs- oder Güterbahnhof | 63,53  | Filisur Nord (Abzw)                                            | 1064 m ü. M.                                       |
| Abzweig geradeaus und von links |        | von Davos Platz                                                | von Davos Platz                                    |
| Bahnhof | 64,36  | Filisur                                                        | 1080 m ü. M.                                       |
| Brücke · Strecke von links und Tunnelende · Strecke von rechts (im Tunnel)                                                                                                   |        | Viadukt Val Nova (45 m)                                        | Viadukt Val Nova (45 m)                            |
| Strecke · Tunnel · Strecke (im Tunnel) |        | Schlossberg (56 m)                                             | Schlossberg (56 m)                                 |
| Strecke · Blockstelle · Strecke (im Tunnel) | 66,45  | Greifenstein                                                   | 1147 m ü. M.                                       |
| Strecke nach links · Kreuzung Streckenanfang und quer (im Tunnel) · Strecke nach rechts (im Tunnel)                                                                          |        | Greifenstein (698 m)                                           | Greifenstein (698 m)                               |
| |        |                                                                |                                                    |
| Brücke über Wasserlauf |        | Faleinertobel-Viadukt (50 m)                                   | Faleinertobel-Viadukt (50 m)                       |
| Tunnel |        | Faleinerweg (36 m)                                             | Faleinerweg (36 m)                                 |
| Tunnel |        | Ruegna (21 m)                                                  | Ruegna (21 m)                                      |
| Tunnel |        | Kleiner Cruschetta (74 m)                                      | Kleiner Cruschetta (74 m)                          |
| Tunnel |        | Grosser Cruschetta (417 m)                                     | Grosser Cruschetta (417 m)                         |
| Blockstelle | 68,22  | Cruschetta                                                     | 1209 m ü. M.                                       |
| Brücke über Wasserlauf |        | Surmintobel-Viadukt (34 m)                                     | Surmintobel-Viadukt (34 m)                         |
| Tunnel |        | Surmin (224 m)                                                 | Surmin (224 m)                                     |
| Tunnel |        | Bellaluna (28 m)                                               | Bellaluna (28 m)                                   |
| Brücke |        | Lehnenviadukt (31 m)                                           | Lehnenviadukt (31 m)                               |
| Brücke |        | Lehnenviadukt Bellaluna (46 m)                                 | Lehnenviadukt Bellaluna (46 m)                     |
| Tunnel |        | Stulsertobel I (84 m)                                          | Stulsertobel I (84 m)                              |
| Brücke über Wasserlauf |        | Stulsertobel-Viadukt I (43 m)                                  | Stulsertobel-Viadukt I (43 m)                      |
| Brücke über Wasserlauf |        | Stulsertobel-Viadukt II (41 m)                                 | Stulsertobel-Viadukt II (41 m)                     |
| Tunnel |        | Stulsertobel II (103 m)                                        | Stulsertobel II (103 m)                            |
| Dienststation / Betriebs- oder Güterbahnhof | 70,19  | Stugl/Stuls                                                    | 1277 m ü. M.                                       |
| Brücke |        | Lehnenviadukt Streda (28 m)                                    | Lehnenviadukt Streda (28 m)                        |
| Tunnel |        | Streda (74 m)                                                  | Streda (74 m)                                      |
| Brücke über Wasserlauf |        | Ava Lungia (15 m)                                              | Ava Lungia (15 m)                                  |
| Blockstelle | 71,69  | Bergüner Stein                                                 | 1328 m ü. M.                                       |
| Tunnel |        | Bergünerstein (409 m)                                          | Bergünerstein (409 m)                              |
| Tunnel |        | Glatscheras (334 m)                                            | Glatscheras (334 m)                                |
| Bahnhof | 73,14  | Bergün/Bravuogn                                                | 1372 m ü. M.                                       |
| Brücke über Wasserlauf |        | Val-Tuors-Viadukt (42 m)                                       | Val-Tuors-Viadukt (42 m)                           |
| Brücke |        | Clix-Viadukt (69 m)                                            | Clix-Viadukt (69 m)                                |
| Strecke · Strecke von links · Strecke von rechts (im Tunnel) |        | Plaz-Kehrtunnel (262 m)                                        | Plaz-Kehrtunnel (262 m)                            |
| Strecke · Strecke · Blockstelle (im Tunnel) | 75,55  | Bellavista GR                                                  | 1500 m ü. M.                                       |
| Strecke · Brücke · Tunnelende |        | Lehnenviadukt Plaz (97 m)                                      | Lehnenviadukt Plaz (97 m)                          |
| Strecke · Brücke · Brücke |        | Sagliaz I (17+14 m) / Sagliaz II (14+14 m)                     | Sagliaz I (17+14 m) / Sagliaz II (14+14 m)         |
| Strecke · Tunnelanfang · Blockstelle | 77,02  | Sagliaz                                                        | 1502 m ü. M.                                       |
| Strecke nach links und Tunnelanfang · Strecke nach rechts (im Tunnel) · Brücke über Wasserlauf                                                                               |        | God-Kehrtunnel (487 m) / Viadukt Val Tisch (102 m)             | God-Kehrtunnel (487 m) / Viadukt Val Tisch (102 m) |
| Tunnel |        | Prasegras (34 m)                                               | Prasegras (34 m)                                   |
| Brücke |        | Blais Leda (14 m)                                              | Blais Leda (14 m)                                  |
| Tunnel |        | Galerie Chanalletta (117 m)                                    | Galerie Chanalletta (117 m)                        |
| Dienststation / Betriebs- oder Güterbahnhof | 79,30  | Muot                                                           | 1575 m ü. M.                                       |
| Brücke |        | Muot (17 m)                                                    | Muot (17 m)                                        |
| Tunnel |        | Fuegna (53 m)                                                  | Fuegna (53 m)                                      |
| Brücke |        | Sparbögen (30 m)                                               | Sparbögen (30 m)                                   |
| Strecke von links (im Tunnel) · Strecke von rechts und Tunnelende · Strecke                                                                                                  |        | Rugnux-Kreiskehrtunnel (662 m)                                 | Rugnux-Kreiskehrtunnel (662 m)                     |
| Strecke nach links (im Tunnel) · Kreuzung Streckenende und quer (im Tunnel) · Strecke unter Wasserlauf Anfang Hochstrecke, Ende Hochstrecke und quer · Strecke nach rechts   |        | Albulaviadukt I (60 m)                                         | Albulaviadukt I (60 m)                             |
| Brücke |        | Lehnenviadukt Rugnux (74 m)                                    | Lehnenviadukt Rugnux (74 m)                        |
| Brücke über Wasserlauf |        | Val Rots Bogenbrücke (17 m)                                    | Val Rots Bogenbrücke (17 m)                        |
| Strecke nach links · Strecke unter Wasserlauf Anfang Hochstrecke, Ende Hochstrecke und quer · Blockstelle                                                                    | 81,23  | Albulaviadukt II (97 m) / Val Rots                             | 1643 m ü. M.                                       |
| Blockstelle | 81,51  | Maliera                                                        | 1652 m ü. M.                                       |
| |        | Toua-Kreiskehrtunnel (677 m)                                   |                                                    |
| Strecke von links · Strecke unter Wasserlauf Anfang Hochstrecke, Ende Hochstrecke und quer · Kreuzung Streckenanfang (im Tunnel) · Strecke von rechts (im Tunnel)            |        | Albulaviadukt III (138 m)                                      | Albulaviadukt III (138 m)                          |
| Tunnel · Strecke nach links (im Tunnel) · Strecke nach rechts (im Tunnel) |        | Galerie Maliera (220 m)                                        | Galerie Maliera (220 m)                            |
| Strecke · Strecke von links · Strecke von rechts (im Tunnel) |        | Zuondra-Kreiskehrtunnel (535 m)                                | Zuondra-Kreiskehrtunnel (535 m)                    |
| Strecke nach links · Strecke unter Wasserlauf Anfang Hochstrecke, Ende Hochstrecke und quer · Kreuzung Streckenanfang und quer (im Tunnel) · Strecke nach rechts (im Tunnel) |        | Albulaviadukt IV (44 m)                                        | Albulaviadukt IV (44 m)                            |
| Blockstelle | 84,93  | Preda Nord (Abzw)                                              | 1765 m ü. M.                                       |
| Brücke über Wasserlauf |        | Ava da Zavretta (25 m)                                         | Ava da Zavretta (25 m)                             |
| Bahnhof | 85,71  | Preda                                                          | 1789 m ü. M.                                       |
| |        |                                                                |                                                    |
| Tunnelanfang (Strecke außer Betrieb) · Tunnelanfang |        | Albulatunnel I (5865 m) / Albulatunnel II (5860 m)             | Albulatunnel I (5865 m) / Albulatunnel II (5860 m) |
| Kulminations-/Scheitelpunkt (Strecke außer Betrieb) (im Tunnel) · Blockstelle (im Tunnel)                                                                                    | 89,08  | Albula Scheitelpunkt                                           | 1821 m ü. M.                                       |
| Tunnelende (Strecke außer Betrieb) · Tunnelende |        |                                                                |                                                    |
| |        |                                                                |                                                    |
| Brücke über Wasserlauf |        | Beverin (14 m)                                                 | Beverin (14 m)                                     |
| Bahnhof | 91,80  | Spinas                                                         | 1815 m ü. M.                                       |
| Blockstelle | 93,78  | Palüds                                                         | 1756 m ü. M.                                       |
| | 94,70  | gepl. Umfahrung Bever                                          | gepl. Umfahrung Bever                              |
| Brücke über Wasserlauf (Strecke außer Betrieb) · Brücke über Wasserlauf |        | Beverin I Bogenbrücke (27 m)                                   | Beverin I Bogenbrücke (27 m)                       |
| Strecke (außer Betrieb) · Abzweig geradeaus und von links |        | von Scuol-Tarasp                                               | von Scuol-Tarasp                                   |
| Strecke (außer Betrieb) · Bahnhof | 95,60  | Bever                                                          | 1710 m ü. M.                                       |
| Brücke über Wasserlauf (Strecke außer Betrieb) · Brücke über Wasserlauf |        | Beverin II Bogenbrücke (24 m)                                  | Beverin II Bogenbrücke (24 m)                      |
| | 96,20  |                                                                |                                                    |
| Brücke |        | Promulins (19 m)                                               | Promulins (19 m)                                   |
| Bahnhof | 97,71  | Samedan (ehem. Autoverlad )                                    | 1705 m ü. M.                                       |
| Abzweig geradeaus und nach links |        | nach Pontresina                                                | nach Pontresina                                    |
| Tunnel |        | Sper l’En (100 m)                                              | Sper l’En (100 m)                                  |
| Bahnhof | 100,32 | Celerina                                                       | 1730 m ü. M.                                       |
| Brücke |        | Bobbahn (20 m)                                                 | Bobbahn (20 m)                                     |
| Tunnel |        | Charnadüra I (449 m)                                           | Charnadüra I (449 m)                               |
| Brücke |        | Lehnenviadukt (37 m)                                           | Lehnenviadukt (37 m)                               |
| Tunnel |        | Argentieri (114 m)                                             | Argentieri (114 m)                                 |
| Abzweig geradeaus und von links |        | von Tirano                                                     | von Tirano                                         |
| Kopfbahnhof Strecke ab hier außer Betrieb | 102,93 | St. Moritz                                                     | 1775 m ü. M.                                       |
| Brücke (Strecke außer Betrieb) |        | Via Serlas (22 m)                                              | Via Serlas (22 m)                                  |
| Tunnelanfang (Strecke außer Betrieb) |        | Bauvorleistung: Tunnelportal (bis 2018)                        | Bauvorleistung: Tunnelportal (bis 2018)            |
| |        |                                                                |                                                    |
| |        | ehem. proj. Maloja-Bergeller-Bahn nach Chiavenna (Veltlinbahn) |                                                    |
| |        |                                                                |                                                    |
| Quellen: |        |                                                                |                                                    |

|                   |  |  |  |
| 1. 2. 3. 4. 5. 6. |  |  |  |

Die Albulabahn, auch Albulalinie oder Albulastrecke genannt, liegt im Schweizer Kanton Graubünden und verbindet Thusis (697 m ü. M.) am Hinterrhein mit dem Kurort St. Moritz (1775 m ü. M.) im Engadin. Die 61,67 Kilometer lange Strecke, die mit ihren 144 Brücken mit einer Spannweite über zwei Metern und 42 Tunnels und Galerien zu den spektakulärsten Schmalspurbahnen der Welt gehört, ist Bestandteil des sogenannten Stammnetzes der Rhätischen Bahn (RhB).
Der Bau der Albulalinie wurde im September 1898 begonnen, die Eröffnung fand am 1. Juli 1903 statt. Die Verlängerung bis St. Moritz ging zum 10. Juli 1904 in Betrieb.
Am 7. Juli 2008 wurden die Albula- und die Berninabahn in die Liste des UNESCO-Weltkulturerbes aufgenommen.

## Strecke

Lagekarte des Bahnhofs Filisur, des Landwasserviadukts und des Greifensteintunnels

Die Albulalinie beginnt in Thusis, wo sie an die 1896 erstellte Bahnstrecke Landquart–Thusis anschliesst und deren Kilometrierung fortführt. Hinter dem Bahnhof Thusis überquert die Strecke den Hinterrhein sowie die Autobahn A13 und tritt in die Schinschlucht ein, wo sie zahlreiche Brücken und Tunnel passiert. Nach der Station Solis, acht Kilometer von Thusis entfernt, wird die Albula ein erstes Mal auf dem 89 Meter hohen Soliser Viadukt überquert. Es ist die höchste Brücke der Rhätischen Bahn und der am weitesten gespannte Viadukt der Albulabahn.

Karte des Abschnitts Bergün–Preda

Zwischen Tiefencastel und Filisur führt die Strecke über den 35 Meter hohen und 137 Meter langen Schmittentobelviadukt, bis sie kurz vor Filisur das 65 Meter hohe Landwasserviadukt erreicht. Sie verläuft dort in einem Kreisbogen von nur 100 Metern Radius und führt an der gegenüberliegenden Felswand direkt in einen Tunnel.
Im Bahnhof Filisur mündet die Zubringerstrecke von Davos Platz in die Albulabahn. Zwischen Filisur und Bergün/Bravuogn überwindet die Strecke 292 Höhenmeter und führt durch den ersten Kehrtunnel. Zwischen Bergün/Bravuogn und Preda folgt der technisch anspruchsvollste Abschnitt der Albulabahn: Um die Höhendifferenz von 417 Metern zwischen Bergün/Bravuogn und Preda – bei nur 6,5 Kilometern Luftlinie – zu überwinden, ohne zu starke Steigungen oder zu enge Radien zu erzwingen, wurde die Strecke durch Kunstbauten auf zwölf Kilometer verlängert. Dies geschieht unter anderem mit Hilfe von drei Spiraltunneln, zwei Kehrtunneln und vier talquerenden Viadukten. Unmittelbar nach Verlassen des Bahnhofs Bergün/Bravuogn steigt die Strecke wieder mit 35 Promille an. Durch die genannten Kunstbauten überquert die Strecke mehrfach sich selbst. Der Abschnitt Preda–Bergün/Bravuogn wird dem bahntechnisch interessierten Publikum zudem durch einen Bahnerlebnisweg (Lehrpfad) näher gebracht.
Beim Weiler Naz bei Preda verläuft die Strecke auf einer kurzen Hochebene, wo seit Ende der 1990er-Jahre ein etwa ein Kilometer langes Doppelspurstück existiert. Gleich nach der Station Preda, mit 1789 Metern über Meeresspiegel die höchste Station der Albulabahn, liegt das Nordportal des Albulatunnels. Nach dessen Durchquerung und der Station Spinas erreicht die Strecke im Val Bever über ein Gefälle von bis zu 32 Promille bei Bever das Oberengadin. Hier mündet die Engadinerlinie aus Scuol-Tarasp ein. Im Bahnhof Samedan zweigt die Strecke nach Pontresina ab, die dort auf die Berninabahn nach Tirano trifft. Die Albulastrecke führt über Celerina nach St. Moritz, dem Endpunkt.
Ursprünglich war geplant, die Strecke über den Malojapass bis nach Italien zu verlängern, dort sollte sie Anschluss an die Bahnstrecke Colico–Chiavenna erhalten. Der Bahnhof St. Moritz ist deshalb als Durchgangsbahnhof angelegt. Während auf der Schweizer Seite die Planungen für die Strecke durch das Bergell weit fortgeschritten waren, gab es auf der italienischen Seite ab der Grenze bei Castasegna nur vage Absichtserklärungen. Der Erste Weltkrieg und die darauf folgende wirtschaftliche Rezession verhinderten das Vorhaben. Heute verkehrt auf dieser Route eine grenzüberschreitende Postautolinie.

## Geschichte

### Vorgeschichte

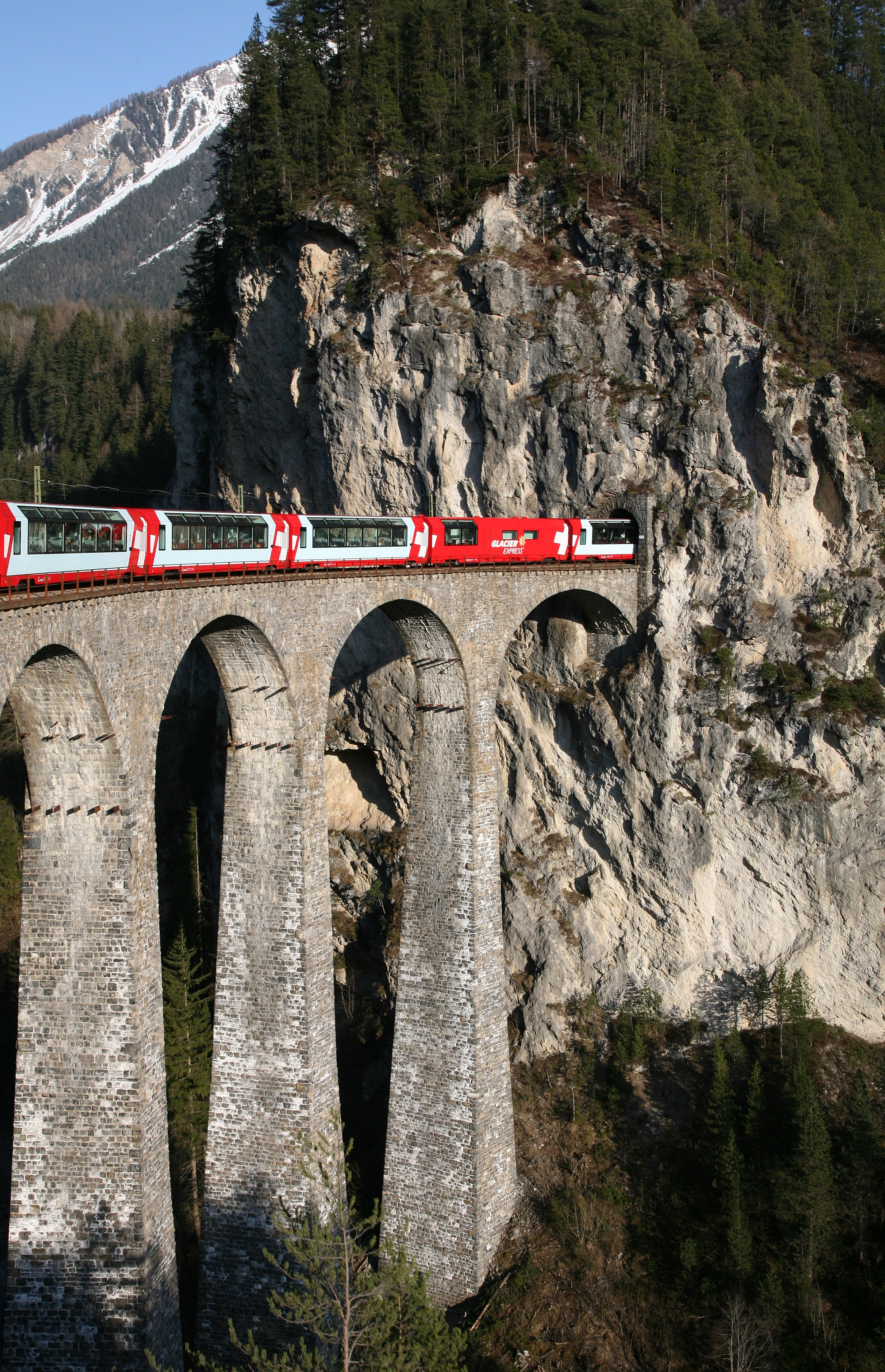
Die 2006 beschafften Panoramawagen auf dem Landwasserviadukt bei Filisur

Bis 1890 war der Südosten der Schweiz von Eisenbahnen nur schlecht erschlossen. Den Transitverkehr zog die Gotthardbahn an sich, so dass der Bau von transalpinen Strecken in Graubünden nicht wirtschaftlich erschien. Erst der Erfolg der 1890 von der Schmalspurbahn Landquart–Davos AG (LD) eröffneten Bahnstrecke Landquart–Davos Platz brachte die Wende. Die LD änderte 1895 ihren Namen in Rhätische Bahn (RhB), und zwei Jahre später entschied das Bündner Volk bei einem Urnengang, die RhB zur Bahn des Kantons zu machen. Dies schuf die Voraussetzungen für den schnellen Bau weiterer Strecken, die grosse Teile Graubündens erschliessen sollten.
1890 stellte der Davoser Hotelier Willem Jan Holsboer Gutachten vor, die eine sogenannte Scalettabahn von Chur über Davos und durch einen Tunnel unter dem Scalettapass nach St. Moritz und weiter über den Malojapass ins italienische Chiavenna vorsahen. Zu Gunsten der Trassenführung durch den Albulatunnel musste Holsboer später auf die Planung der Scalettabahn verzichten. Der Zürcher Bahnpionier Adolf Guyer-Zeller präsentierte 1895 die Idee einer Engadin-Orient-Bahn, die Chur via Thusis und das Engadin über den Ofenpass mit dem Vinschgau und Triest verbinden sollte. Guyer-Zeller liess sie als Normalspurbahn projektieren, die die Unterquerung der Albula-Alpen durch einen zwölf Kilometer langen Tunnel von der Einmündung des Val Tisch bis ins Inn-Tal unterhalb von Bever vorsah. Als Ofenbergbahn hätte die Engadin-Orient-Bahn die Verbindung ins Val Müstair schlagen sollen. Erst am 30. Juni 1898 entschloss sich die Schweizer Bundesversammlung endgültig für den Bau der Albulabahn und damit gegen eine Normalspur-Transitbahn und eine ebenfalls in Erwägung gezogene Strecke über den Julierpass.

### Bau
Nach dem Bau der Bahnstrecke Landquart–Thusis begann die Rhätische Bahn am 15. Oktober 1898 mit der Trassierung der Albulabahn. Anders als die gut zehn Jahre später von St. Moritz nach Tirano gebaute und schon bei der Eröffnung durchgehend elektrifizierte Berninabahn wurde die Albulabahn noch für Dampftraktion konzipiert und sollte, anders als die Berninabahn, für Gütertransporte nutzbar sein. Die damaligen Dampflokomotiven waren noch nicht sehr leistungsstark und daher wurde, um möglichst hohe Geschwindigkeiten erreichen zu können, die maximale Steigung auf 35 Promille begrenzt und der Kurvenradius möglichst gross gehalten. So reizt die Albulabahn zugunsten einer grösseren Effizienz die technischen Möglichkeiten einer Adhäsionsbahn nicht aus.
Ein solcher Baustil erforderte eine Vielzahl von Kunstbauten. Dabei wurden die Viadukte ausschliesslich in Massivbauweise errichtet. Als besonders problematisch erwies sich die Steigung zwischen Bergün/Bravuogn und Preda, wo auf fünf Kilometern Luftlinie über 400 Meter Höhendifferenz zu überwinden sind. Um die maximal festgelegte Steigung einzuhalten, ersann der Bauleiter Friedrich Hennings eine verschlungene Linienführung, die das Trassee auf zwölf Kilometer verlängerte. Zwei Wende- und drei Spiraltunnel sowie eine Anzahl Brücken bewältigten diese Aufgabe, indem sie die Strecke wie eine Schraube in die Höhe drehten. Besonders der Bau des 660 Meter langen Rugnux-Spiraltunnels bereitete auf diesem Streckenabschnitt Probleme, denn das vier Grad kalte Bergwasser erschwerte die Tätigkeit der Arbeiter. Eine weitere Schwierigkeit war die Sicherung der Strecke vor Lawinen und Steinschlag – insbesondere im oberen Albulatal zwischen Bergün/Bravuogn und Naz. Dazu wurden mehrere Galerien und Lawinenverbauungen errichtet. Schwerpunkt war dabei die vollständige Sicherung des Steilhangs (von circa 1500 Metern Seehöhe bis hinauf auf circa 2500 Meter, Breite circa 1,5 Kilometer) am Piz Muot (2670 Meter), dessen Hang drei breite, gefährliche Lawinen- und Steinschlagzüge aufweist. Zur Absicherung wurden Trockenmauern, Metall-/Holzverbauungen, eine Galerie und ein Tunnel errichtet sowie eine grossflächige Aufforstung vorgenommen. Allein die Trockenmauern haben eine Gesamtlänge von rund elf Kilometern. Der Lawinenschutz am Piz Muot war bei seiner Errichtung die grösste Lawinenverbauung der Schweiz.

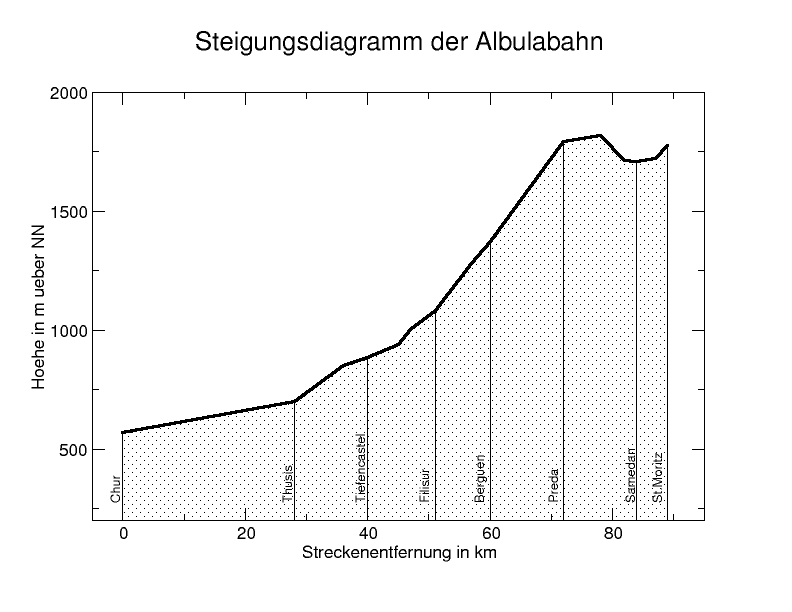
Steigungsdiagramm der Albulabahn

Hinter Preda entstand das Herzstück der Strecke, der 5866 Meter lange Albulatunnel, der die Wasserscheide zwischen Rhein und Donau einige Kilometer westlich des Albulapasses unterquert. Mit einem Kulminationspunkt von 1820 Metern über Meeresspiegel ist er der zweithöchste Alpendurchstich der Schweiz. Die Erstellung des Tunnels bereitete durch einbrechendes Wasser aussergewöhnliche Probleme, die zum Konkurs der Bauunternehmung führten. Beim Bau des Albulatunnels waren insgesamt 1316 Personen beschäftigt. Insgesamt gab es 16 tödliche Arbeitsunfälle. Am 29. Mai 1902, um 3:30 Uhr, erfolgte der Durchschlag der beiden Richtstollen mitten im Berg.

Abschnitt Bergün/Bravuogn-Preda, Luftbild von Werner Friedli aus dem Jahr 1954

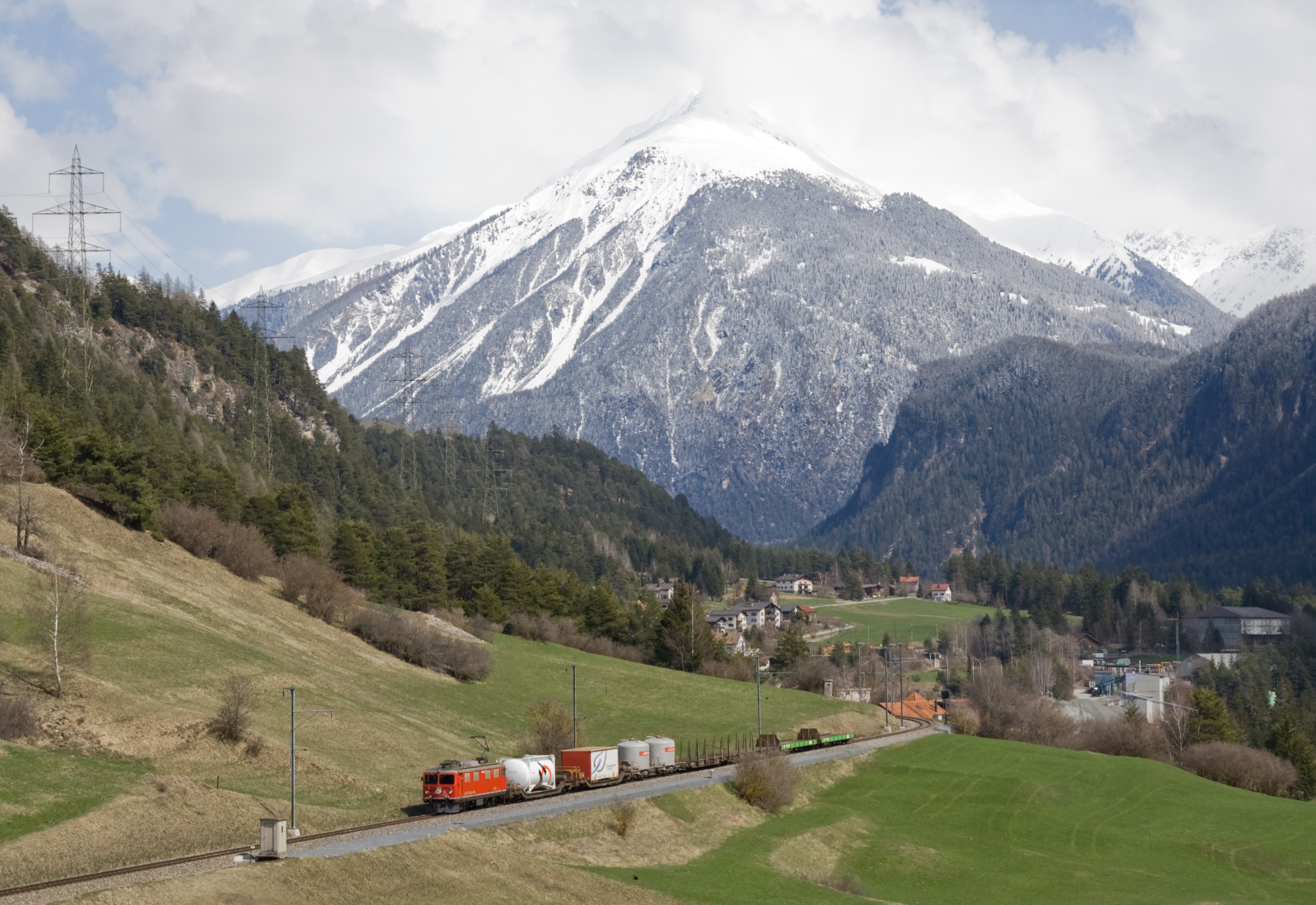
Güterzug zwischen Surava und Tiefencastel

Am 1. Juli 1903 wurde der Abschnitt von Thusis nach Celerina eröffnet. Weil sich die RhB und die Gemeinde St. Moritz noch über den Standort des dortigen Bahnhofs einigen mussten, verzögerte sich die Einweihung des knapp drei Kilometer langen Reststücks bis zum 10. Juli 1904. Der Mangel an Kohle während des Ersten Weltkrieges veranlasste die RhB, die Elektrifizierung in Angriff zu nehmen. Am 20. April 1919 wurde mit dem Abschnitt Filisur–Bever das erste Teilstück der Strecke mit der auf der Engadinerlinie bewährten Wechselspannung von 11 kV 16 2/3 Hz elektrifiziert. Am 15. Oktober folgte der Restabschnitt Thusis–Filisur.

### Weitere Entwicklung
Seit 1930 fährt der Glacier-Express über die Albulabahn, nach dem Zweiten Weltkrieg kam der Bernina-Express hinzu. Beide Züge begründeten als Aushängeschild der Rhätischen Bahn den legendären Ruf der Bahngesellschaft bei Eisenbahnfreunden in aller Welt.
Seitdem 1969 die Linie mit Streckenblock ausgerüstet wurde, kann der Zugbetrieb auf den meisten Stationen fernüberwacht werden. 2005 übernahm das Rail Control Center Landquart die Aufgaben des Fernsteuerzentrums Filisur.
Das Unterwerk Bever wurde 1973 modernisiert. 1980 wurde zwischen Surava und Alvaneu die 32 Meter lange Unterführung Pro Quarta erstellt, über die die Kantonsstrasse führt. Die sukzessive erweiterten Ausweichgleise der Stationen weisen heute sämtlich Längen über 260 Meter auf, was einem lokomotivbespannten Zug mit 13 vierachsigen Wagen entspricht. 1985 wurde die zwischen der Station Muot und Naz errichtete Maliera-Galerie erheblich erweitert. Die Verlängerung Richtung Bergün/Bravuogn war erforderlich, um die Bahntrasse besser vor Lawinen und Steinschlag zu schützen. Seitdem besteht der obere alte Teil der Maliera-Galerie aus Mauerwerk, der untere neue aus Beton. Seit Ende der 1990er-Jahre erstellte die RhB drei kurze Doppelspurabschnitte – bei Thusis, bei Filisur und unterhalb von Preda – um die stündlichen Zugkreuzungen flüssiger abwickeln zu können. Die übrige Strecke ist nach wie vor eingleisig trassiert und immer noch weitgehend im Zustand von 1904.
In den letzten Jahren investierte die Rhätische Bahn einen hohen Millionenbetrag in die Sanierung der Strecke, insbesondere der Bauwerke. So wurden 1997 das Soliser Viadukt, 2009 das Landwasserviadukt und das Albula-III-Viadukt saniert und modernisiert. 2010 wurden der Tunnel Argentieri vor St. Moritz und das Clix-Viadukt saniert. 2010 wurde der kultur- und industriehistorische Wanderweg Via Albula/Bernina eröffnet.
Auf der Strecke nach St. Moritz wurde gleich nach dem Bahnhof Samedan ein Bahnübergang aufgehoben, indem das Gleis tiefergelegt wurde. Der neue, 100 Meter lange Tunnel wurde im Dezember 2011 eingeweiht; gleichzeitig wurde der Bahnhof Samedan saniert. 2010 bis 2012 wurde der Bahnhof Bergün/Bravuogn mitsamt den Gleisanlagen und Bahnsteigen umfassend umgebaut. Die Arbeiten erfolgten in mehreren Bauabschnitten. Die Bahnsteige wurden 2010 erneuert, ebenso wurde das Gleis 1 abgebaut und Gleis 2 verschwenkt. Neu wurde ein Abstellgleis mit Bahnsteig für den Schlittelzug und den Güterverlad gebaut. 2012 wurde das Bahnmuseum Albula im ehemaligen Zeughaus von Bergün/Bravuogn eröffnet. Vorgängig war die Erstellung eines Anschlussgleises nötig.
Von Sommer 2011 bis Ende 2012 wurde der Charnadüra-Tunnel bei St. Moritz saniert. Dabei wurde die Tunnelsohle abgesenkt und ein neuer Stahlbetonschottertrog eingebaut, um das Lichtraumprofil zu erhöhen. 2011 wurde das Rugnux-Viadukt komplett saniert. Alle Mauerwerksfugen wurden instand gesetzt, neue Gleise und ein neuer Stahlbetonschottertrog eingebaut. Die Arbeiten wurden bei laufendem Betrieb durchgeführt, so dass oft nachts gearbeitet wurde. Da der Viadukt nicht per Strasse oder Fahrweg erreichbar ist, mussten das meiste Material und alle grossen Maschinen über die Schiene herangeschafft werden.
Das grösste Projekt war die Sanierung des Albulatunnels. 2009 prüfte die Rhätische Bahn, ob es wirtschaftlicher ist, den Tunnel aufwendig zu sanieren oder durch einen Neubau zu ersetzen. Im Frühjahr 2010 teilte die Gesellschaft mit, dass ein Neubau geplant sei. Die Kosten wurden mit 260 Millionen Schweizer Franken beziffert. Nach Angaben der RhB sei der Neubau zwar 20 Millionen teurer als die Instandsetzung, durch ihn könnten jedoch Vorteile bei der Sicherheit, dem Betrieb, der Terminplanung und der Bautechnik erreicht werden. Der grösste Vorteil sei, dass der Zugbetrieb während der Bauarbeiten durchgehend aufrechterhalten werden könne. Der neue Tunnel wurde am 31. August 2015 angeschlagen, es wurde mit einer Bauzeit von sechseinhalb Jahren gerechnet. Der Neubau sollte mit dem Welterbe-Status vereinbar sein. Der neue Albulatunnel wurde am 12. Juni 2024 dem Betrieb übergeben. Die neue Höchstgeschwindigkeit von 100 km/h im Vergleich von zuletzt 75 km/h im alten Albulatunnel sorgt für eine Verbesserung der Fahrplanstabilität. Mittelfristig soll der neue Albulatunnel wie auch der Vereinatunnel für 120 km/h ertüchtigt werden.
In den Jahren 2018 und 2019 wurde der Abschnitt von Thusis nach Sils im Domleschg saniert, zweigleisig ausgebaut und an die 1993 erneuerte Bogenbrücke über den Hinterrhein, die bereits mit Doppelspur versehen war, angebunden. Zwischen den Bahnhöfen Stugl/Stuls und Bergün/Bravuogn wurde ab 2016 eine vollständige Sanierung des Tunnels Glatscheras vorgenommen und anschliessend 2020 mit der Sanierung des Tunnels Bergüner Stein begonnen, die im Sommerhalbjahr 2021 fortgeführt wurde. Die Sanierung des Tunnels Glatscheras war ein Pilotprojekt, bei dem die Normalbauweise für Tunnelsanierungen der Rhätischen Bahn zum ersten Mal angewendet wurde. Diese Bauweise sieht die Sanierung von Tunneln bei laufendem Zugbetrieb vor, in dem die Arbeiten jeweils tagsüber hinter einer mobilen Stahlschutzkonstruktion für die Züge (insbesondere Vorbereitung der Sprengungen) und die Hauptarbeiten mit Sprengungen und schwerem Gerät für Ausbrucharbeiten nachts ausgeführt werden, das Gleisbett tiefer gelegt und der Tunnelquerschnitt vergrössert wird, damit die Tunnelwände durch den Einbau von vorgefertigten Tübbings langfristig saniert werden können.

### Unfälle
Am 1. August 1952 entgleiste ein Zug mit der Ge 4/4 I 602 bei Bever wegen überhöhter Geschwindigkeit und stürzte auf die Kantonsstrasse. Im Zug wurden zwei Personen getötet, auf der Strasse eine. Vier Personen wurden schwer verletzt.
Am 13. August 2014 wurde der mit etwa 140 Personen besetzte Zug 1136 Samedan–Chur zwischen Tiefencastel und Solis von einem Erdrutsch erfasst, wobei drei Personenwagen entgleisten. Eine Person wurde getötet und vier schwer verletzt, es entstand grosser Sachschaden.

## Zugbetrieb

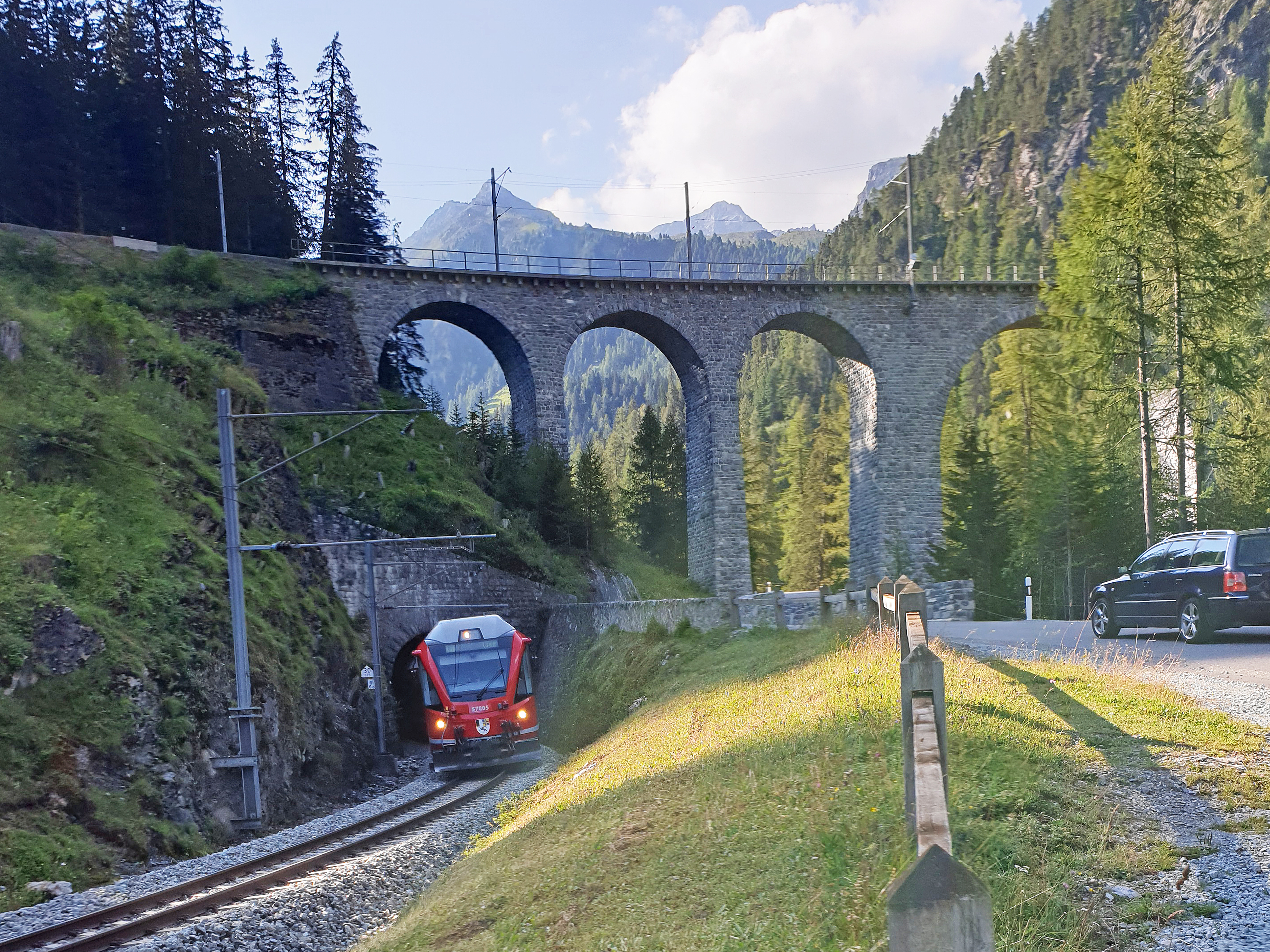
Auf dem Abschnitt Preda–Bergün/Bravuogn verlässt ein talwärts fahrender Zug den Toua-Kehrtunnel, nachdem er kurz zuvor das Albula-Viadukt III passiert hat.

Zwischen Chur und St. Moritz verkehren täglich Schnellzüge – seit Dezember 2004 RegioExpress, seit Dezember 2017 InterRegio genannt – im Stundentakt. Für den Abschnitt Thusis–St. Moritz benötigen sie eine Stunde und 34 Minuten, fahren also mit einer Durchschnittsgeschwindigkeit von 39 km/h. Es werden nur noch die grösseren Stationen bedient, an den kleineren halten seit den 1990er-Jahren keine Züge mehr, Surava und Alvaneu haben nur noch in den Randstunden vereinzelt Zugsverkehr. In der Sommer-Hochsaison verkehren zudem für touristische Zwecke besondere reservierungs- und zuschlagpflichtige Züge mit Panoramawagen, so der Glacier-Express von Zermatt nach St. Moritz und der Bernina-Express von Chur via Samedan – Pontresina nach Tirano. Ganzjährig führen zudem bestimmte reguläre Züge Kurswagen Richtung Zermatt und Tirano.
Zum Einsatz kommen mehrheitlich Elektrolokomotiven der Reihe Ge 4/4 III, die zusätzlich auf der Vereinastrecke eingesetzt werden, sowie Allegra-Kompositionen. Die Albulabahn war einst Haupteinsatzgebiet der RhB-Krokodile (Ge 6/6 I). Die verbliebenen Lokomotiven dieser Serie und die historischen Ge 4/6 verkehren heute noch vor Sonderzügen.
Fast alle Bahnhöfe der Strecke werden mit Güterzügen bedient; die grösseren verfügen über mindestens eine eigene Rangierlokomotive. Die wichtigsten Transportgüter sind Holz, Zement und andere Baustoffe, Mineralölprodukte und Lebensmittel.

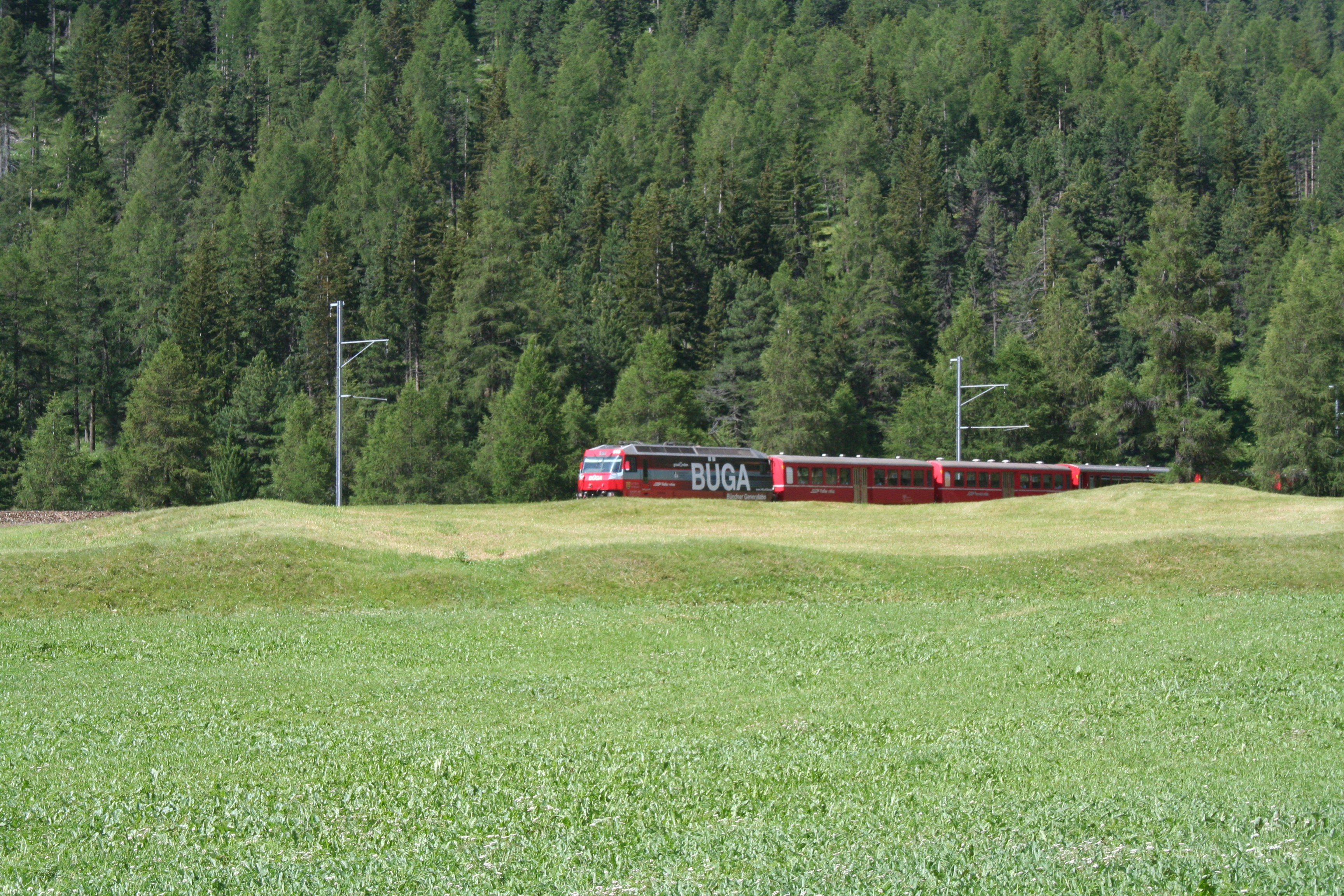
Zug bei Bever

Auf dem Abschnitt Bergün/Bravuogn–Preda verkehren im Winter Schlittelzüge. Es handelt sich dabei um einen Pendelzug, der Schlittler von Bergün/Bravuogn nach Preda bringt, die auf der für den Verkehr gesperrten Albulapassstrasse nach Bergün/Bravuogn schlitteln.

### Weltrekordversuch
Die Rhätische Bahn führte am 29. Oktober 2022 mit 25 vierteiligen Capricorn-Triebzügen den längsten Reisezug der Welt. Die 1910 Meter lange Komposition bestand aus hundert Wagen.
→ siehe Abschnitt Weltrekord im Artikel RhB ABe 4/16 3111–3172

## Film
- Die schönste Alpenbahn, NZZ Format 2009